# Удобен флаг
„Удобен“ флаг (на англ.: flag of convenience (FOC) ) е термин, с който се назовават корабни регистри (държави) предоставящи улеснени условия, ниски такси и често занижени изисквания към регистрацията на морските кораби. Според Международната федерация на транспортните работници (ITF) кораб под удобен флаг е всеки кораб, който е регистриран в държава различна от тази на неговите корабособственици. ITF взема под внимание и други фактори, виж по-долу раздела "Удобни флагове според ITF".
Към 1 януари 2023 г. най-голям брой кораби (с над 1000 dwt) под „удобен“ флаг са регистрирани в:
1. Панама – 6888 бр.,
2. Либерия – 4766 бр.,
3. Маршалови острови – 4086 бр.

Като тонаж Либерия изпреварва Панама и има кораби под неин флаг с общ капацитет от 378 323 000 dwt, което е 16.8% от световния регистриран тонаж.

## История
Още от древността търговските кораби са използвали фалшиви флагове като тактика за избягване на вражески военни кораби  и примери могат да бъдат намерени от епохата на Римската империя до Средновековието. След Войната за независимост на САЩ търговците плаващи под знамето на новосъздадените Съединени щати са били често нападани от берберски пирати и  много от тях са се опитали да регистрират корабите си обратно във Великобритания.

### Панама
Съвременната практика за регистриране на кораби в чужди държави, с цел извличане на икономическо предимство, произхожда от Съединените щати и се заражда по време на Първата световна война. Не е ясно кой и кога въвежда термина Flag of convenience (удобен флаг). Словосъчетанието започва да се употребява масово през 50-те години на 20-ти век. 
В САЩ през 1915 г. е приет Моряшкият закон (Seamen's Act of 1915) въведен от сенатора Робърт М. ла Фолет (Robert LaFollette). Този закон е гарантирал правата на моряците, техните заплати, храна и условия на работа, също така е въвел много стандарти за безопасност. Американските кораби скоро са станали по-неизгодни за корабособствениците си и те са намерили  решение - започнали са да регистрират корабите си в Панама. По него време (а и досега) в Панама не е имало ограничение за това, корабособственикът да е местно лице - регистърът се е водел "отворен" (open registry).
"Belen Quezada" е първият чуждестранен кораб, пререгистриран в панамския регистър през август 1919 г., и е бил ползван за транспортиране на нелегален алкохол между Канада и Съединените щати по време на сухия режим. След края на 2-та световна война, Панамският регистър става също непопулярен поради различни причини - политическа нестабилност, увеличени такси и др. Въпреки това, днес той остава водещ в света по брой регистрирани кораби.

### Либерия
През 1948 г. бившият американски държавен секретар и посланик на САЩ в ООН Едуард Стетиниус създава в Либерия корабен отворен регистър на принципа на търговско дружество.  Печалбата се е деляла между страните, като 25% от приходите са били за либерийското правителство, 10% за финансиране на социални програми в Либерия, а останалото е било за компанията на Стетиниус. Реално цялата дейност се е извършвала от офиси в Ню Йорк. Първият регистриран там кораб става "World Peace" на гръцкият корабен магнат Ставрос Нярхос. Само за 18 години африканската държава изпреварва по брой кораби Обединеното кралство, които дотогава са имали най-много регистрации. През следващите 40 години Либерия става водеща в света по брой регистрирани кораби. 
Поради продължителните граждански войни в Либерия през 90-те години на 20-ти век, този регистър започва да изостава в сравнение с Панамския, но все пак успява да носи значителни доходи на правителството - около 70% от всички приходи в бюджета по време на размириците. 
След края на гражданската война там, взелият властта президент Чарлз Тейлър променя условията на Либерийския регистър, но като цяло дейността се запазва. Сформирана е нова компания, с офиси регистрирани в град Виена, Вирджиния, САЩ (Vienna, Va.).
От първоначалната компания на Стетиниус в Либерия е създадена друга - International Registries, Inc. (IRI), която започва да ползва флага на Маршаловите острови.

### Маршалови острови
International Registries, Inc. (IRI), е американско търговско дружество опериращо от град Рестън, Вирджиния, САЩ. Компанията извърша регистрации на фирми и кораби от името на Република Маршалови острови (RMI). Към 1 януари 2023 г. този регистър е на трето място в света по тонаж - близо 300 мил. тона дедуейт.

## Ползи за корабособствениците
Има много причини в съвременния свят поради които корабособствениците избират удобни флагове. Някои от най-честите са описани по-долу:
- Избягване на регулации произтичащи от държавата на корабособственика, включително стандарти за безопасност и екология;
- ниски данъчни ставки оттук и ниски такси при подновяване на документите;
- съкратени срокове за издаване на документите и тяхното улеснено издаване, често правено онлайн;
- ниски нива за минимална работна заплата или липсващи такива, липса на социално осигуряване;
- без изисквания за определено гражданство на членовете на екипажа;

Именно ниските работни заплати и липсата на социални стандарти и осигуряване са атакувани от международния профсъюз на моряците - Международната транспортна федерация (ITF). ITF води кампания още от 50-те години на 20-ти век срещу удобните флагове. Федерацията има изградена мрежа от инспектори (125 в 55 държави към 2024 г.) и свързани профсъюзи по цял свят и се счита за много влиятелна организация. Кораби плаващи под удобен флаг са често обект на инспекция от ITF. 

## Удобни флагове според ITF
Международната транспортна федерация прилага следните критерии, когато определя дали даден флаг е удобен или не:
- Способността и желанието на държавата на флага да наложи международни минимални социални стандарти на своите кораби, включително зачитане на основните човешки и профсъюзни права, свободата на сдружаване и правото на колективно договаряне с добросъвестни синдикати;
- Социалното досие, определено от степента на ратифициране и прилагане на конвенциите и препоръките на МОТ.
- Показаното ниво относно безопасността на море и опазването на околната среда. Отчита се степента на ратификация и прилагането на конвенциите на IMO и резултатите от инспекциите на държавния пристанищен контрол, количеството на поставените забележки и броя задържани кораби за съответния флаг.

Към 2024 г. Международната транспортна федерация счита 43 флага като удобни:
- Есватини
- Мадейра
- Антигуа и Барбуда
- Барбадос
- Бахамски острови
- Белиз
- Бермудски острови
- Боливия
- Вануату
- Габон
- Германски международен корабен регистър (GIS)
- Гибралтар
- Грузия
- Екваториална Гвинея
- Кайманови острови
- Камерун
- Кипър
- Коморски острови
- Кюрасао
- Либерия
- Ливан
- Мавриций
- Малта
- Маршалови острови
- Мианмар
- Молдова
- Монголия
- Острови Кук
- Палау
- Панама
- Сан Марино
- Сао Томе и Принсипи
- Северна Корея
- Сейнт Винсент и Гренадини
- Сейнт Китс и Невис
- Сиера Леоне
- Танзания
- Того
- Фарьорски острови
- Френски международен корабен регистър (FIS)
- Хондурас
- Шри Ланка
- Ямайка

Държави като Молдова, Монголия, Боливия и др. предоставят услуги по регистрация на морски кораби, независимо от това, че самите те нямат излаз на море.
Според ITF някои от тези регистри имат лоши стандарти за безопасност и обучение и не поставят ограничения върху националността на екипажа или тези ограничения не се спазват. Поради езиковите различия, моряците не могат да общуват ефективно помежду си, излагайки на риск безопасността и ефективната работа на кораба.
Пак според международния профсъюз, след като корабът бъде регистриран под удобен флаг, много корабособственици наемат най-евтината работна ръка, която могат да намерят, плащат минимални заплати и намаляват разходите, като понижават стандартите на живот и условията на работа на екипажа.

## Лоши практики свързани с кораби под удобен флаг

### Лошо опазване на околната среда
Някои доста известни случай на нефтени разливи са свързани с кораби под удобен флаг:
- m/v "Erika" флаг Малта - потънал през 1999 г. близо до Франция, екологичната катастрофа е причина за въвеждането през 2000 г. на нови правила в морския сектор на ЕС;
- m/v "Prestige" флаг Бахамски острови - потънал през 2002 г. до Испания и предизвикал най-голямата екологична катастрофа в района;
- нефтената платформа "Deepwater Horizon" флаг Маршалови острови - 2010 г. - експлозията предизвиква най-големия нефтен разлив в света досега;
- танкерът "Torrey Canyon" флаг Либерия - потънал през 1967 г. до Корнуол, Великобритания;
- танкерът "Amoco Cadiz" флаг Либерия - потънал през 1978 до Франция;
- "Sea Empress" флаг Либерия;

Въпреки, че е трудно да се направи пряка връзка между флага и съответния инцидент, този списък е доста показателен. 
Най-голяма критика свързана екологията, удобните флагове получават във връзка с нелегалния улов на риба (англ.: Illegal, unreported and unregulated fishing (IUU)). Според много изследователи и политици, администрациите на удобните флагове не разполагат с ресурси и не оказват никакъв контрол върху техните риболовни кораби.  